# Madagaszkáriegér-félék
A madagaszkáriegér-félék (Nesomyidae) az emlősök (Mammalia) osztályába és a rágcsálók (Rodentia) rendjébe tartozó család.
A madagaszkáriegér-félék családja 66 fajt tartalmaz.
Egyes rendszerezések nem tartják önálló családnak, hanem az egérfélékhez (Muridae) sorolják őket.

## Tudnivalók
E család fajai, nevük ellenére nemcsak Madagaszkáron fordulnak elő, hanem a kontinentális Afrikában is. A családba kis és közepes méretű rágcsálók tartóznak, a legnagyobb a patkány méretével egyezik meg. Megjelenésben alcsaládtól és nemtől függően, igen hasonlítanak az egérfélékre, patkányokra, pockokra és a hörcsögfélékre. A táplálkozási szokásaik is változatosak. Vannak fajok, amelyek csak növényekkel táplálkoznak, és olyan fajok is, amelyek főleg rovarokat fogyasztanak. Egyes madagaszkáriegér-félék a fákon keresik az otthonukat, míg mások a talajba vájt üregekben. Körülbelül 6 hetes vemhesség után, legfeljebb 4 kölyköt ellenek.

## Rendszerezés
A családba az alábbi 6 alcsalád tartozik:
- Hörcsögpatkányformák (Cricetomyinae) Roberts, 1951 – 8 faj
- Delanymyinae Denys et al., 1995 – 1 faj
  - Delanymys Hayman, 1962
    - mocsári kúszóegér (Delanymys brooksi) Hayman, 1962
- Kúszóegérformák (Dendromurinae) G. M. Allen, 1939 – 24 faj
- Mystromyinae Vorontsov, 1966 – 1 faj
  - Mystromys Wagner, 1841
    - afrikai hörcsög (Mystromys albicaudatus) A. Smith, 1834
- Madagaszkáriegér-formák (Nesomyinae) Major, 1897 – 28 faj
- Petromyscinae Roberts, 1951 – 4 faj

### Fordítás
Ez a szócikk részben vagy egészben  a   Nesomyidae című angol Wikipédia-szócikk ezen változatának fordításán alapul.  Az eredeti cikk szerkesztőit annak laptörténete sorolja fel. Ez a jelzés csupán a megfogalmazás eredetét és a szerzői jogokat jelzi, nem szolgál a cikkben szereplő információk forrásmegjelöléseként.